# 里奇蒙 (倫敦)
里奇蒙（英語：Richmond）是位於英國大倫敦地區西南部的一個地區，也是倫敦郊區中比較富裕的一個地區。里奇蒙鄰近泰晤士河，有眾多公園和開放空間，包括列治文公園，並且還有許多保護區。里奇蒙現在在行政區劃上屬於泰晤士河畔列治文區，有人口21,469人。這裡商業經濟也十分發達。

## 外部連結
- The Richmond Society （页面存档备份，存于）
- Richmond Local History Society （页面存档备份，存于）
- History of Richmond timeline
- Church Estate Almshouses
- Houblon's Almshouses
- Michel's Almshouses